# Kościół św. Katarzyny Aleksandryjskiej w Dąbczu
Kościół św. Katarzyny Aleksandryjskiej w Dąbczu – parafialny kościół rzymskokatolicki zlokalizowany w Dąbczu (powiat leszczyński, województwo wielkopolskie). Został wpisany do rejestru zabytków pod numerem 518/Wlkp/A z 25 marca 1970 i z 18 czerwca 2007.

## Historia
Pierwszy kościół istniał we wsi najprawdopodobniej w XIII wieku (być może już w XII wieku). Do 1410 przy kościele tym funkcjonowała parafia (w 1391 wymieniono proboszcza). W latach 1510–1976 była to świątynia filialna należąca do parafii w Rydzynie. Obecny kościół w konstrukcji szachulcowej (wypełnienie z gliny i cegieł, tynkowany) pochodzi z lat 1666-1668 i stoi w miejscu obiektu XIV-wiecznego. Wzniesiony został z inicjatywy proboszcza Wawrzyńca Wieczorkowskiego, który założył też przykościelny cmentarz.  
W latach 1970-1971 przeprowadzono kapitalny remont obiektu. Osadzono go m.in. na nowych, podwyższonych fundamentach. Wymieniono wówczas drewniane elementy konstrukcji ścian, które na nowo wypełniono, a także wymieniono szalowanie ścian wieży. W części wewnętrznej usunięto tynki z polichromiami (uznano je za nieposiadające wartości zabytkowej).  

## Architektura
Kościół stoi na placu w kształcie klina. Jest świątynią jednonawową (na planie prostokąta), orientowaną, z prezbiterium od wschodu, dwukondygnacyjną wieżą konstrukcji słupowej na planie kwadratu od zachodu i kruchtą na planie kwadratu od południa. Nawę i niższe oraz węższe prezbiterium nakrywają dachy dwuspadowe. Wieżę przykrywa dach namiotowy z obeliskiem, kulą i krzyżem. Dachy pokryte są gontem, a kalenica drewnianymi gąsiorami. Otwory okienne są prostokątne i kwadratowe.  

## Wnętrze i wyposażenie
Wnętrze kościoła kryte jest stropem, a ściany w większości obite deskami. Węższe od nawy prezbiterium, wydzielone od niej dwoma stopniami, oddzielone jest prostokątnym otworem z nową belką i wpisanym w niego łukiem tęczowym. Chór muzyczny od zachodu wsparty jest na dwóch słupach. 
Do najcenniejszego wyposażenia świątyni należą: 
- ołtarz główny z końca XVI wieku w stylu późnorenesansowym (obrazy Chrystusa przy słupie lub Chrystus u słupa[3] w centrum z 1591[3][4] i Zdjęcie z Krzyża z drugiej połowy XVII wieku),
- rokokowa ambona z mniej więcej połowy XVIII wieku, na ścianie tęczowej - pochodzi z nieistniejącego kościoła w Kłodzie[3][5],
- prospekt organowy (późny barok) z początku XVIII wieku[5] (1704[2]),
- chrzcielnica (wczesny barok), około połowy XVII wieku[3].

## Otoczenie
Obiekt otacza drewniane ogrodzenie na podmurówce. Wewnątrz znajduje się cmentarz i ścieżka procesyjna. 

## Galeria

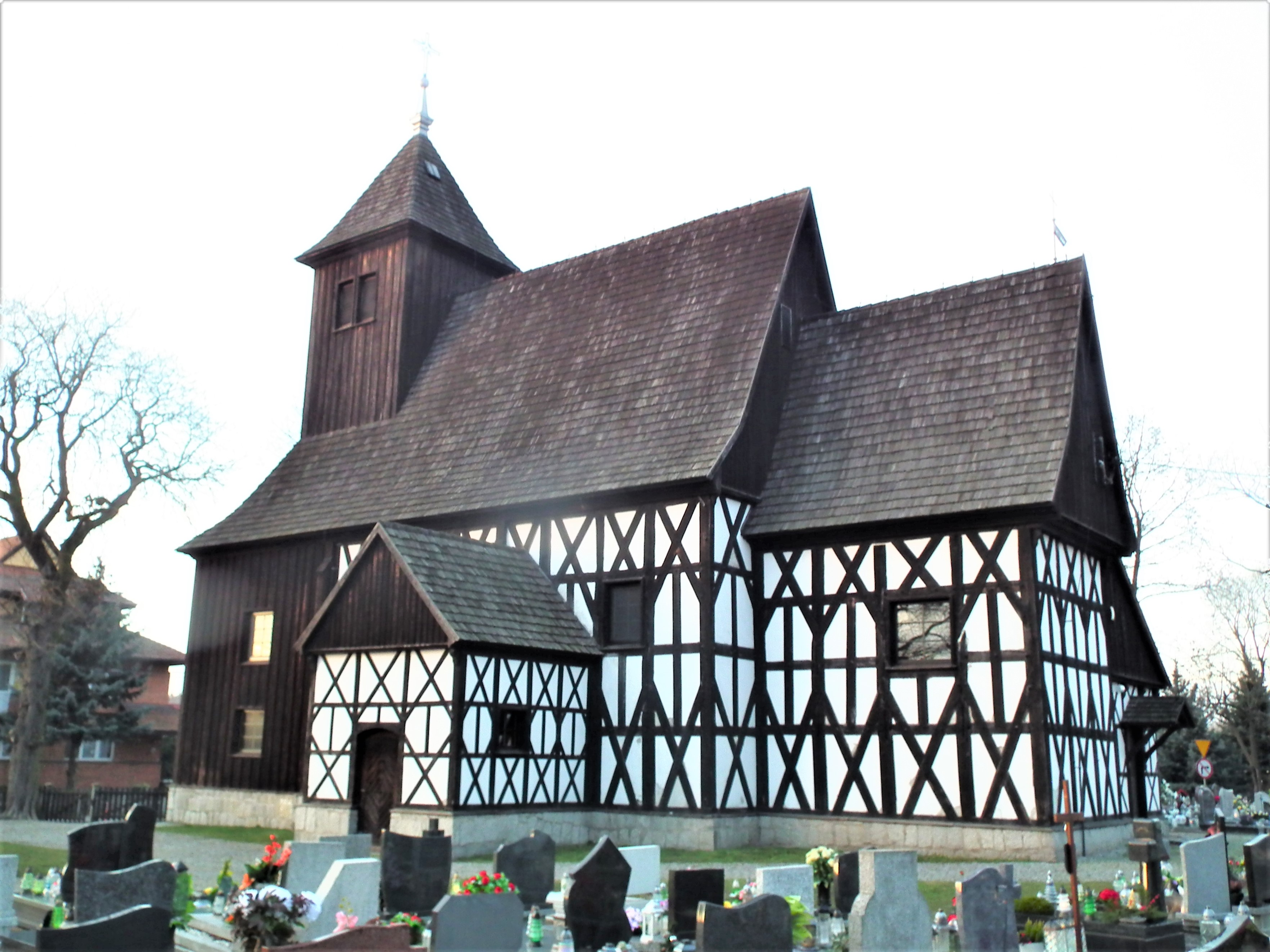
Widok od strony prezbiterium
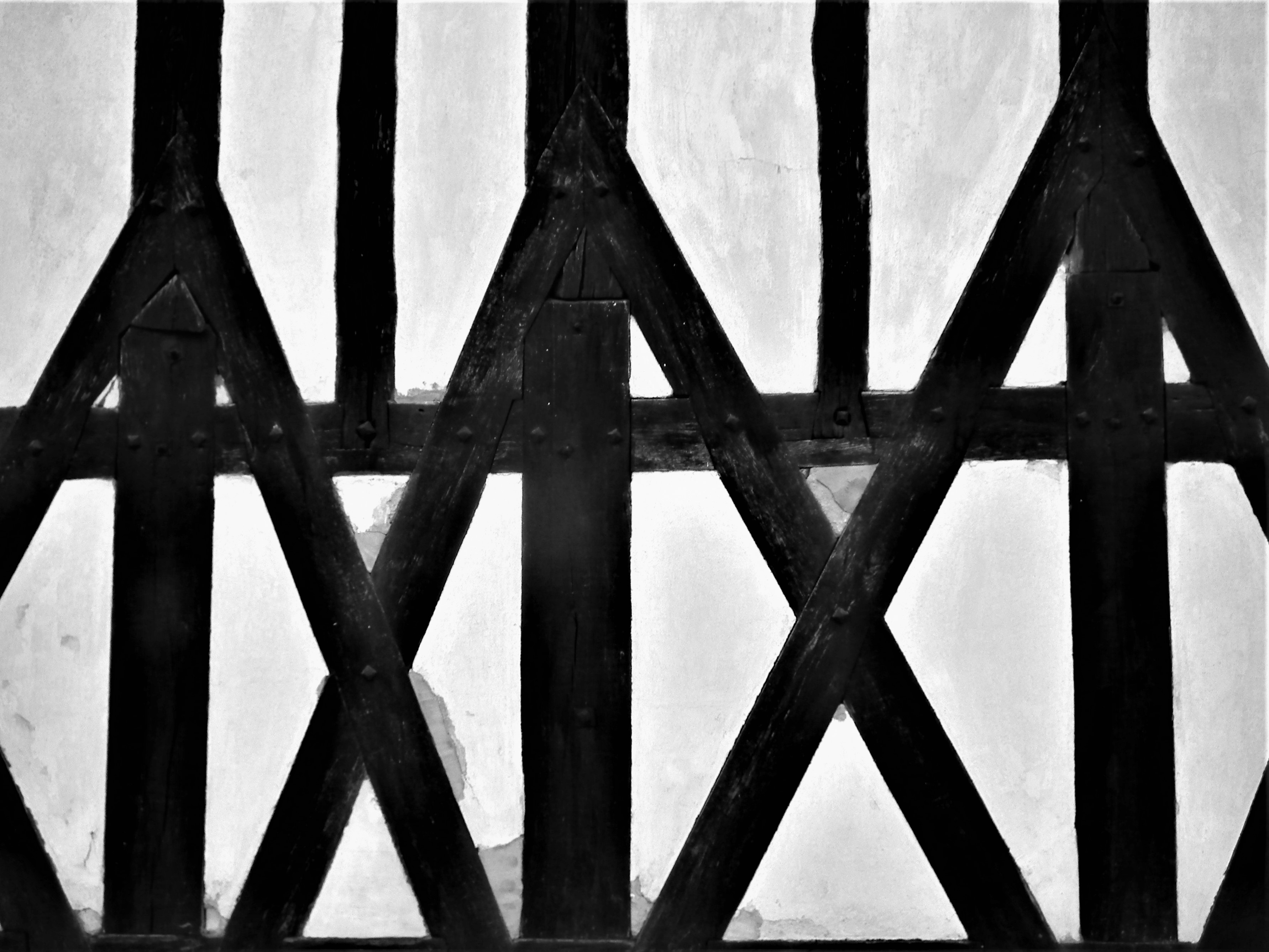
Detal konstrukcyjny